# Structuur-activiteitsrelatie
De structuur-activiteitsrelatie (SAR) beschrijft het verband tussen de chemische structuur van een molecuul en zijn biologische activiteit. Het idee dat de structuur van een molecuul samenhangt met zijn activiteit in het lichaam werd voor het eerst gepubliceerd in 1865. Met behulp van SAR-analyses kan worden vastgesteld welke chemische groep verantwoordelijk is voor een fysiologische doelwiteffect. De potentie van een bioactieve verbinding (meestal een geneesmiddel) kan gewijzigd worden door de chemische structuur ervan te modificeren. Medicinale chemici maken gebruik van dit principe: door via chemische syntheses nieuwe molecuulgroepen op een verbinding te introduceren, kan het activiteitsprofiel worden geoptimaliseerd.
Vaak maakt men onderscheid tussen niet-kwantitatieve (kwalitatieve) en kwantitatieve structuur-activiteitrelaties, ook wel QSAR genoemd. De kwalitatieve variant is gebaseerd op een binair principe (ja of nee) over de chemische structuur en biologische effecten. Men analyseert dus de relatie tussen de aan- of afwezigheid van een chemische structuur en de aan- of afwezigheid van een biologisch effect.